# Wereldkampioenschappen roeien 1975
De 5e editie van de wereldkampioenschappen roeien werd in 1975 gehouden in Nottingham, Engeland. Het toernooi stond onder auspiciën van de wereld roeifederatie FISA.

## Medaillewinnaars

### Mannen
| Bootklasse              | Goud | Goud    | Zilver | Zilver  | Brons | Brons   |
| Skiff M1x               | Peter-Michael Kolbe | 7.10,08 | Sean Drea | 7.12,50 | Martin Winter | 7.13,83 |
| Lichte skiff LM1x       | Reto Wyss | 7.41,69 | Raimund Haberl | 7.48,04 | Bill Belden | 7.51,61 |
| Dubbel twee M2x         | Noorwegen Alf Hansen Frank Hansen | 6.34,49 | Duitse Democratische Republiek Joachim Dreifke Jürgen Bertow                                                                                                   | 6.35,10 | Verenigd Koninkrijk Chris Baillieu Michael Hart | 6.39,61 |
| Twee zonder M2-         | Duitse Democratische Republiek Bernd Landvoigt Jörg Landvoigt | 7.06,40 | Bulgarije Georgi Georgijew Walentin Stojew | 7.10,81 | Nederland Jan van der Horst Willem Boeschoten | 7.11,49 |
| Twee met M2+            | Duitse Democratische Republiek Jörg Lucke Wolfgang Gunkel Bernd Fritsch (s) | 7.16,24 | Polen Ryszard Stadniuk Grzegorz Stellak Ryszard Kubiak (s) | 7.19,43 | West-Duitsland Thomas Hitzbleck Klaus Jäger Holger Hocke (s)                                                                                                | 7.20,13 |
| Dubbel vier M4x         | Duitse Democratische Republiek Stefan Weiße Wolfgang Güldenpfennig Wolfgang Hönig Christof Kreuziger                                                                                        | 5.57,44 | Tsjecho-Slowakije Filip Koudela Zdeněk Pecka Václav Vochoska Jaroslav Hellebrand                                                                               |         | Sovjet-Unie Vytautas Butkus Yuriy Yakimov Aivars Lazdenieks Yevgeniy Duleyev                                                                                |         |
| Vier zonder M4-         | Duitse Democratische Republiek Siegfried Brietzke Andreas Decker Stefan Semmler Wolfgang Mager                                                                                              | 6.13,81 | Sovjet-Unie Raul Arnemann Nikolay Kuznetsov Sergei Pozdeev Anushavan Gassan-Dzhalalov                                                                          | 6.18,82 | Roemenië Nicolae Simion Ernest Gal Christian Georgescu Constantin Nistoroiu                                                                                 | 6.24,09 |
| Vier met M4+            | Sovjet-Unie Vladimir Eshinov Nikolay Ivanov Aleksandr Sema Aleksandr Klepikov Aleksandr Lukyanov (s)                                                                                        | 6.31,46 | Duitse Democratische Republiek Andreas Schulz Rüdiger Kunze Walter Dießner Ullrich Dießner Wolfgang Groß (s)                                                   | 6.36,47 | West-Duitsland Hans-Johann Färber Ralph Kubail Dieter Knief Peter Niehusen Hartmut Wenzel (s)                                                               | .40,93  |
| Lichte vier zonder LM4- | Frankrijk André Picard André Coupat Michel Picard Francis Pelegri | 6.47,31 | Verenigd Koninkrijk Nicholas Tee Graeme Hall Christopher Drury Daniel Topolski                                                                                 | 6.49,23 | Australië Campbell Johnstone Andrew Michelmore Geoffrey Rees Colin Smith                                                                                    | 6.52,13 |
| Acht M8+                | Duitse Democratische Republiek Jürgen Arndt Gottfried Döhn Dieter Wendisch Friedrich-Wilhelm Ulrich Werner Klatt Roland Kostulski Ulrich Karnatz Karl-Heinz Prudöhl Klaus-Dieter Ludwig (s) | 5.39,01 | Sovjet-Unie Igor Konnov Aleksandr Plyushkin Evgeni Iankovski Vasily Potapov Nikolay Ivanov Vladimir Vasilyev Antanas Čikotas Anatoli Nititrev Igor Rudakov (s) | 5.41,34 | Nieuw-Zeeland Grant McAuley Alec McLean Dave Rodger Joe Earl Lindsay Wilson Ross Collinge Trevor Coker Peter Dignan David Simmons (s)                       | 5.43,61 |
| Lichte acht LM8+        | West-Duitsland Hans-Hermann Meyer Paul Lutz Ekkehard Braun Gerd Maye Wolfgang Fritsch Volker Buhren Günter Lobing Bernd Kerkhoff Frank Neumeister (s)                                       | 6.26,09 | Verenigde Staten Charles Hoffman David Vogel John Dunn Eric Aserlind William Sawyer Rodney Johnson Sean Colgan Leif Soderberg Richard Grossman (s)             | 6.27,88 | Verenigd Koninkrijk Brian Fentiman Nigel Read Stewart Fraser Thomas Moffat Mark Harris Stephen Simpole Christopher George Anthony Stocking Alan Sherman (s) | 6.29,87 |

### Vrouwen
| Bootklasse           | Goud | Goud | Zilver | Zilver | Brons | Brons |
| Skiff W1x            | Christine Scheiblich |      | Mariann Ambrus |        | Genowaite Romashkene |       |
| Dubbel twee W2x      | Sovjet-Unie Jelena Antonowa Galina Jermolajewa |      | Duitse Democratische Republiek Sabine Jahn Petra Boesler                                                                                    |        | Bulgarije Svetla Otsetova Sdravka Jordanova                                                                                              |       |
| Twee zonder W2-      | Duitse Democratische Republiek Sabine Dähne Angelika Noack |      | Sovjet-Unie Tschigowskaja Weinberga |        | Roemenië Chertic Marlene Predescu |       |
| Dubbel vier met W4x+ | Duitse Democratische Republiek Roswietha Zobelt Ursula Unger Jutta Lau Anke Grünberg Liane Weigelt                                                             |      | Bulgarije Iskra Velinova Verka Aleksieva Trajanka Vladimirova Svetlana Gincheva Stanka Vakrilova                                            |        | Sovjet-Unie Nadejda Sherbak Valentina Ivgenkova Galina Beliaeva Antonina Maryskina Irina Moisseenko                                      |       |
| Vier met W4+         | Duitse Democratische Republiek Helma Lehmann Henrietta Dobler Dagmar Bauer Irina Müller Sabine Brincker                                                        |      | Bulgarije Mariyka Modeva Reni Jordanova Lilyana Vaseva Ginka Gyurova Kapka Georgieva                                                        |        | West-Duitsland Thea Einöder Edith Eckbauer Doris Leifermann Karin Gondolatsch Susanne Thienel                                            |       |
| Acht W8+             | Duitse Democratische Republiek Viola Goretzki Christiane Knetsch Ilona Richter Bianka Schwede Monika Kallies Renate Neu Rosel Nitsche Doris Mosig Marina Wilke |      | Verenigde Staten Christine Ernst Carol Brown Nancy Storrs Wiki Royden Claudia Schneider Anne Warner Gail Pierson Carie Graves Lynn Silliman |        | Roemenië Elena Avram Luliana Balaban Valeria Avram Aurelia Marinescu Cristel Wiener Filigonia Toll Florica Petcu Elena Oprea Aneta Matei |       |

## Medaillespiegel
| Plaats | Land                           | Goud | Zilver | Brons | Totaal |
| 1      | Duitse Democratische Republiek | 10   | 3      | 1     | 14     |
| 2      | Sovjet-Unie                    | 2    | 3      | 3     | 8      |
| 3      | West-Duitsland                 | 2    | 0      | 3     | 5      |
| 4      | Frankrijk                      | 1    | 0      | 0     | 1      |
| 4      | Noorwegen                      | 1    | 0      | 0     | 1      |
| 4      | Zwitserland                    | 1    | 0      | 0     | 1      |
| 7      | Bulgarije                      | 0    | 3      | 1     | 4      |
| 8      | Verenigde Staten               | 0    | 2      | 1     | 3      |
| 9      | Verenigd Koninkrijk            | 0    | 1      | 2     | 3      |
| 10     | Hongarije                      | 0    | 1      | 0     | 1      |
| 10     | Ierland                        | 0    | 1      | 0     | 1      |
| 10     | Oostenrijk                     | 0    | 1      | 0     | 1      |
| 10     | Polen                          | 0    | 1      | 0     | 1      |
| 10     | Tsjecho-Slowakije              | 0    | 1      | 0     | 1      |
| 15     | Roemenië                       | 0    | 0      | 3     | 3      |
| 16     | Australië                      | 0    | 0      | 1     | 1      |
| 16     | Nederland                      | 0    | 0      | 1     | 1      |
| 16     | Nieuw-Zeeland                  | 0    | 0      | 1     | 1      |
| Totaal | Totaal                         | 17   | 17     | 17    | 51     |

Edities

1962 Luzern · 
1966 Bled · 
1970 St. Catharines · 
1974 Luzern · 
1975 Nottingham · 
1976 Villach · 
1977 Amsterdam · 
1978 Hamilton (alleen zwaar) · 
1978 Kopenhagen (alleen licht) · 
1979 Bled · 
1980 Hazewinkel · 
1981 München · 
1982 Luzern · 
1983 Duisburg · 
1984 Montréal · 
1985 Hazewinkel · 
1986 Nottingham · 
1987 Kopenhagen · 
1988 Milaan · 
1989 Bled · 
1990 Lake Barrington · 
1991 Wenen · 
1992 Montréal · 
1993 Račice · 
1994 Indianapolis · 
1995 Tampere · 
1996 Motherwell · 
1997 Aiguebelette · 
1998 Keulen · 
1999 St. Catharines · 
2000 Zagreb · 
2001 Luzern · 
2002 Sevilla · 
2003 Milaan · 
2004 Banyoles · 
2005 Gifu · 
2006 Eton · 
2007 München · 
2008 Ottensheim · 
2009 Poznań · 
2010 Hamilton · 
2011 Bled · 
2012 Plovdiv · 
2013 Chungju · 
2014 Amsterdam ·
2015 Aiguebelette ·
2016 Rotterdam ·
2017 Sarasota ·
2018 Plovdiv ·
2019 Ottensheim ·
2020 Bled ·
2021 Shanghai ·
2022 Račice ·
2023 Belgrado ·
2024 St. Catharines ·
2025 Shanghai · 
2026 Amsterdam

Onderdelen

Skiff · 
Lichte skiff · 
Dubbel twee · 
Lichte dubbel twee · 
Twee zonder · 
Lichte twee zonder · 
Twee met

Dubbel vier · 
Dubbel vier met · 
Lichte dubbel vier · 
Vier zonder · 
Lichte vier zonder · 
Vier met · 
Acht · 
Lichte acht